# Luca Sani
Luca Sani (Massa Marittima, 19 marzo 1965) è un politico italiano.

## Biografia

### Attività politica
Entra in politica nel 1985 come consigliere comunale a Massa Marittima, sua città natale dov'è stato eletto sindaco nel 1995, rimanendo in carica per due mandati fino al 2004.
È stato dal 2001 al 2008 segretario provinciale di Grosseto prima per i Democratici di Sinistra, poi per il Partito Democratico, aderendovi nel 2007.

#### Elezione a deputato
Alle elezioni politiche del 2008 viene eletto deputato della XVI legislatura nella circoscrizione Toscana tra le liste del Partito Democratico.
Alle elezioni politiche del 2013 viene rieletto deputato della XVII legislatura, venendo eletto il 7 maggio 2013 presidente della 13ª Commissione permanente (Agricoltura) della Camera dei Deputati.
Nel 2018 è ricandidato alla Camera, posizionandosi primo tra i non eletti in Toscana. Il 30 settembre 2020, in seguito alla nomina di Antonello Giacomelli a commissario dell'Agcom che prevede incompatibilità di carica con il ruolo di parlamentare, Sani rientra alla Camera dei Deputati per la lista del Partito Democratico.